# Daniel Josef Mayer
Daniel Josef Mayer, znany także jako Daniel Joseph Mayer Edler von Mayern (ur. 16 stycznia 1656 w Wartenbergu, zm. 10 kwietnia 1733 w Pradze) – czeski duchowny kościoła katolickiego, arcybiskup metropolita praski i prymas Czech od 1731 roku.

## Życiorys
Był synem rzeźnika i dorastał w ubóstwie. Po ukończeniu szkoły w Jiczynie uczęszczał jako kleryk do Konwiktu św. Bartłomieja w Pradze, gdzie zdał baccalauréat z teologii w 1678. W tym samym roku otrzymał święcenia kapłańskie i został skierowany do pracy duszpasterskiej w Přebuzie, gdzie udało mu się dokonać konwersji na katolicyzm blisko 500 protestantów. W 1684] został proboszczem w Hroznětínie.
W 1693 został wybrany praskim kanonikiem katedralnym. Pełnił w katedrze św. Wita w Pradze rolę duszpasterza społeczności niemieckiej, a następnie (od 1694) bibliotekarza. W 1701 awansował na proboszcza parafii katedralnej. Piastował także funkcję wikariusza generalnego archidiecezji praskiej.
W 1700 cesarz Karol VI Habsburg powierzył mu zarząd nad finansami krajowymi w Czechach, a później mianował jednym z członków tajnej rady cesarskiej nadając mu tytuł szlachecki. 17 kwietnia 1711 został mianowany biskupem tytularnym Tyberiady i biskupem pomocniczym Pragi. Jego konsekracja biskupia miała miejsce 9 października 1712 w Hradcu Králové, a sakrę biskupią przyjął z rąk tamtejszego ordynariusza, Johanna Adama Wratislawa von Mitrowitza.
W okresie sediswakancji w latach 1710–1712, po śmierci arcybiskupa von Kuenburga, zarządzał archidiecezją praską jako wikariusz kapitulny. Następnie cesarz Karol VI mianował go nowym praskim metropolitą, na co uzyskał zgodę papieża Klemensa XII, i 7 maja 1732 mógł odbyć uroczysty ingres do swojej stolicy biskupiej, mając wtedy 76 lat. Jego rządy trwały zaledwie siedem miesięcy. W tym czasie udało mu się dokonać wizytacji zakonów eremickich. Wiele uwagi poświęcił szerzeniu kultu czeskich patronów.